# Orientkungsfiskare
Orientkungsfiskare (Ceyx erithaca) är en vida spridd asiatisk fågel i familjen kungsfiskare inom ordningen praktfåglar.

## Utseende och läten
Orientkungsfiskaren är en mycket liten (13 cm), huvudsakligen orange och violett kungsfiskare med mycket kort stjärt och en lång vaxröd näbb. Den är orangebrun på huvud, stjärt och undersida med violett på hjässa, rygg och övergump. Vingarna är lilasvarta och på kinden syns en blå och vit fläck. Även fötterna är röda. Lätet beskrivs i engelsk litteratur som ett gnissligt "chichee".

## Utbredning och systematik
Orientkungsfiskare delas in i två underarter med följande utbredning:
- Ceyx erithaca erithaca – förekommer från nordöstra Indien, Myanmar, Indokina, södra Kina och Thailand söderut till norra Malackahalvön; en isolerad population finns även i sydvästra Indien och Sri Lanka
- Ceyx erithaca macrocarus – förekommer på Nikobarerna och Andamanerna

Tillfälligt har den observerats i Japan.
Rostryggig kungsfiskare (C. rufidorsa) behandlades tidigare som en del av orientkungsfiskaren alternativt endast en färgmorf. Den urskiljs dock allt oftare som egen art.

## Levnadssätt
Orientkungsfiskaren hittas vid gölar och strömmande vattendrag i bergsskogar. Den lever av småfisk och insekter som den hittar i vattendragen eller i undervegetationen. Fågeln är skygg och undgår lätt upptäckt.

### Häckning
Fågeln häckar mellan juli och september i sydvästra Indien, februari-juli på Sri Lanka, april-maj i nordöstra Indien och mars-juli i Västmalaysia. Boet är en upp till en meter lång utgrävd tunnel. Däri lägger honan fyra till fem ägg som båda könen ruvar i 17 dagar. Efter ytterligare 20 dagar är ungarna flygga. Ungarna matas med geckoödlor, skinkar, krabbor, sniglar, grodor, syrsor och trollsländor.

## Status och hot
Arten har ett stort utbredningsområde och en stor population, men tros minska i antal till följd av habitatförstörelse, dock inte tillräckligt kraftigt för att den ska betraktas som hotad. Internationella naturvårdsunionen IUCN kategoriserar därför arten som livskraftig (LC). Världspopulationen har inte uppskattats men den beskrivs som sparsamt förekommande men lätt förbisedd. Notera dock att IUCN inkluderar rostryggig kungsfiskare i bedömningen.

## Namn
På svenska har fågeln även kallats orientalisk dvärgkungsfiskare.